# 리즈 유나이티드 FC–맨체스터 유나이티드 FC 라이벌전
리즈 유나이티드 FC–맨체스터 유나이티드 FC 라이벌전은  리즈 유나이티드 FC와 맨체스터 유나이티드 FC의 더비 매치이다. 맨유의 전설 바비 찰튼(동생)과 리즈의 전설 잭 찰튼(형)의 형제 대결로 인하여 생긴 것이다. 한국에서는 인지도가 적지만 잉글랜드에서는 인지도가 높은 더비 매치이다. 리즈 유나이티드가 2부리그로 강등되기 전까진 노스웨스트 더비보다 훨씬 치열한 경기였다.
종합 전적은 맨유 기준으로 49승 36무 26패로 맨유가 우위를 점하고 있다.

## 같이 보기
- 노스웨스트 더비
- 맨체스터 더비